# Marquess of Northampton

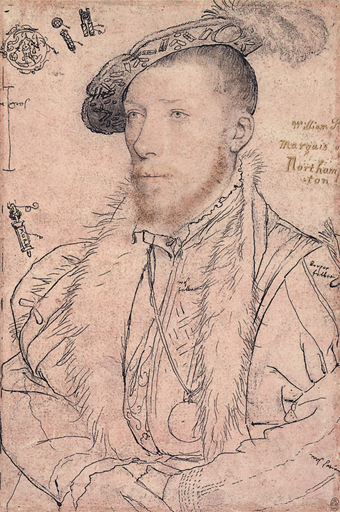
William Parr, 1. Marquess of Northampton

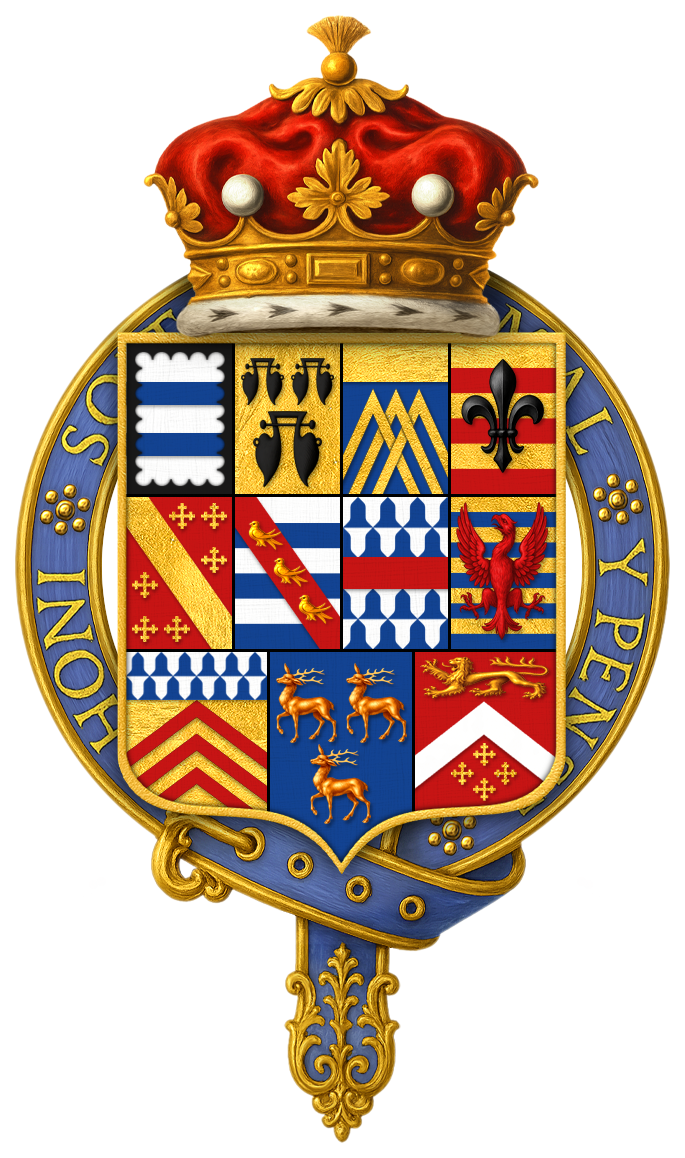
Wappen des Marquess of Northampton erster Verleihung

Wappen der Marquesses of Northampton zweiter Verleihung

Marquess of Northampton ist ein erblicher britischer Adelstitel, der je einmal in der Peerage of England und in der Peerage of the United Kingdom verliehen wurde.
Familiensitze der Marquesses sind insbesondere Castle Ashby House in Northamptonshire und Compton Wynyates in Warwickshire.

## Verleihungen
Am 16. Februar 1547 wurde der Titel das erste Mal in der Peerage of England verliehen und zwar an William Parr, den Bruder von Catherine Parr. Catherine Parr war die sechste und letzte Frau des englischen Königs Heinrich VIII. Nach dem Tod von dessen Sohn König Eduard VI., dessen Berater William gewesen war, kam im Jahr 1553 die katholische Königin Maria an die Macht, die dem protestantischen William Parr den Titel aberkannte. Nach der Thronbesteigung Elisabeths I. erhielt er 1559 den Titel zurück. Da seine erste Ehe annulliert worden war und seine Kinder aus dieser Ehe nicht erbberechtigt waren, seine zweite Ehe aber kinderlos blieb, erlosch der Titel nach William Parrs Tod 1571.
Die zweite Verleihung erfolgte am 7. September 1812 in der Peerage of the United Kingdom an Charles Compton, 9. Earl of Northampton. Dieser hatte seit 1784 einen Sitz zunächst im House of Commons, ab 1796 dann im House of Lords inne.

## Nachgeordnete Titel
Parr waren gleichzeitig mit dem Marquessat die Titel Earl of Essex und Baron Parr verliehen worden, die ebenfalls zur Peerage of England gehörten. Auch diese Titel erloschen mit seinem Tod.
Ein Vorfahr des ersten Marquess der zweiten Verleihung wurde 1618 zum Earl of Northampton erhoben. Auch dieser Titel gehört zur Peerage of England. Er war ebenfalls als Politiker tätig.
Dem ersten Marquess wurden mit dem Marquessat gleichzeitig die Würden Baron Wilmington, of Wilmington in the County of Sussex, sowie Earl Compton, of Compton in the County of Warwick, verliehen. Beide gehören zur Peerage of the United Kingdom.
Sämtliche Titel werden heute als nachgeordnete Titel vom jeweiligen Marquess of Northampton geführt. Der älteste Sohn des Marquess führt den Höflichkeitstitel Earl Compton, dessen ältester Sohn denjenigen des Lord Wilmington.

## Weitere Titel
Ein weiterer Vorfahr des ersten Marquess der zweiten Verleihung war bereits 1547 als Baron Compton, of Compton in the County of Warwick, ins House of Lords berufen worden. Diese Barony by writ gehört zur Peerage of England und kann auch in der weiblichen Linie vererbt werden, falls keine Söhne vorhanden sind. Dieser Fall trat 1754 ein als der fünfte Earl starb und keine Söhne, wohl aber eine Tochter hinterließ, die die Baronie erbte. Die Würde ist nun seit 1855 in Abeyance.

## Liste der Marquesses of Northampton

### Marquess of Northampton, erste Verleihung (1547)
- William Parr, 1. Marquess of Northampton (1513–1571) (Titel widerrufen 1553; wiederhergestellt 1559; erloschen 1571)

### Marquesses of Northampton, zweite Verleihung (1812)
- Charles Compton, 1. Marquess of Northampton (1760–1828)
- Spencer Joshua Alwyne Compton, 2. Marquess of Northampton (1790–1851)
- Charles Douglas-Compton, 3. Marquess of Northampton (1816–1877)
- William Compton, 4. Marquess of Northampton (1818–1897)
- William George Spencer Scott Compton, 5. Marquess of Northampton (1851–1913)
- William Bingham Compton, 6. Marquess of Northampton (1885–1978)
- Spencer Douglas David Compton, 7. Marquess of Northampton (* 1946)

Titelerbe (Heir apparent) ist der einzige Sohn des jetzigen Marquess, Daniel Bingham Compton, Earl Compton (* 1973).
Dessen Heir apparent wiederum ist sein einziger Sohn, Henry Douglas Hungerford Compton, Lord Wilmington (* 2018).